# Polaris (groupe américain)
Pour les articles homonymes, voir Polaris.
Polaris est un groupe américain de rock, originaire de New Haven, dans le Connecticut. Ils ont été chargés de produire la musique de l'émission de télévision Les Aventures de Pete et Pete de Nickelodeon, qui a ensuite été compilée dans le premier et unique album du groupe. Près de vingt ans après l'annulation de l'émission, Polaris réapparait avec sa première tournée et une cassette de deux nouvelles chansons.

## Histoire
Will McRobb et Chris Viscardi, les responsables de la série The Adventures of Pete & Pete, étaient des fans de Miracle Legion et ont demandé au groupe d'écrire une musique originale pour la série. Miracle Legion souffrait à l'époque de problèmes juridiques de longue durée avec son label, Morgan Creek Records, et le guitariste Ray Neal, désillusionné par l'expérience et récemment marié, a choisi de ne pas participer au projet télévisé,.
Le reste du groupe — le leader Mark Mulcahy, le bassiste Dave McCaffrey et le batteur Scott Boutier — poursuit le projet sous le nom de Polaris. En tant que house band (groupe de garage) de l'émission, Polaris a produit douze chansons au cours des trois saisons de Pete et Pete, dont la chanson thème, Hey Sandy. Ces morceaux comprenaient des invités occasionnels tels que Joyce Raskin, Dennis Kelly et Buell Thomas.
Se décrivant comme « le groupe qui vit dans votre télé », les membres de Polaris ont pris des « noms de télé » : Mulcahy était Muggy, Boutier était Jersey et McCaffrey était Harris Polaris. En plus d'apparaître dans le générique de chaque émission, le groupe occupe une place importante dans l'épisode A Hard Day's Pete, dans lequel Little Pete (Danny Tamberelli) est hypnotisé par la chanson d'un groupe de garage (Summerbaby de Polaris) et forme son propre groupe pour garder la mélodie en mémoire. Après l'annulation de l'émission en 1996, Miracle Legion produit un dernier album publié par le propre label de Mulcahy, Mezzotint Records. En 1999, le label publie Music from the Adventures of Pete and Pete, qui contient les douze titres de l'album Polaris et constitue le seul album du groupe.
Mulcahy se concentrera sur une carrière solo. De 1997 à 2003, Scott Boutier et Dave McCaffrey jouent de la batterie et de la basse pour Frank Black.
Le 28 août 2012, Polaris se reforme pour un concert au Cinefamily's Everything Is Festival II dans le cadre d'un retour de Pete et Pete, ajoutant Henning Ohlenbusch (surnommé Penny Polaris) à leur liste à la guitare, au clavier et aux chœurs. Le 26 août 2014, Polaris annonce sa première tournée, Waiting for October, avec neuf concerts dans des villes comme New York, Chicago et Philadelphie.
En 2020, Mezzotint sort Music from the Adventures of Pete and Pete 21st Century Edition en vinyle avec un CD bonus de démos pour de nombreuses chansons.

## Discographie
- 1995 : Happily Deranged (cassette, Nickelodeon/Sony Wonder)
- 1999 : Music from The Adventures of Pete and Pete (CD, 1999 ; vinyle, 2015)
- 2014 : Great Big Happy Green Moonface/Baby Tae Kwon Do (cassette, numérique)
- 2015 : Live at Lincoln Hall (CD ; numérique)